# You're Just in Love
«You're Just in Love» (укр. «Ти просто закоханий») — пісня Ірвінга Берліна.

## Історія
Була опублікована в 1950 році та вперше була виконана Етель Мерманом і Расселом Найпом у музичній комедії «Подзвоніть мені, пані», яка дебютувала в театрі Імперіал в Нью-Йорку 12 жовтня того ж року.
Версія Перрі Комо та The Fontane Sisters була записана 26 вересня 1950 року та випущена RCA Records як каталожний номер 20-3945 (США) та EMI на лейблі His Master's Voice як каталожний номер B 10221. Уперше запис потрапив до хіт-парадів журналу Billboard 22 грудня 1950 року й протримався в чарті 17 тижнів, досягнувши 5-го місця.

## Інші версії
Декілька записаних версій потрапили в хіт-паради в 1950-1951 роках: Перрі Комо та The Fontane Sisters з Мітчеллом Ейресом і його оркестром, Розмарі Клуні та Ґай Мітчелл, Етель Мерман і Дік Геймс.

### Розмарі Клуні та Ґай Мітчелл
Версія Розмарі Клуні та Ґая Мітчелла була записана 21 жовтня 1950 року та випущена Columbia Records під номером 39052. Уперше запис потрапив до хіт-парадів часопису Billboard 23 лютого 1951 року й протримався в чарті 2 тижні, досягнувши піку на 29 місці.

### Етель Мерман та Дік Геймс
Версія пісні «You're Just in Love» від Етелі Мерман і Діка Геймса була записана 17 жовтня 1950 року та випущена Decca Records під номером 27317. Платівка вперше потрапила в хіт-паради журналу Billboard 30 березня 1951 року й протрималася в чарті 1 тиждень під номером 30. 

## Інші
На цю пісню також були випущені кавер-версії від таких виконавців, як: Чет Аткінс (1957), Джиммі Клентон (1960), Луї Пріма, Кей Старр, Бінг Кросбі, Луї Армстронг, Гелен Редді. Юен Мак-Грегор та Джейн Горрокс також зробили кавер на пісню «You're Just in Love» 2007 року.